# Корабельный район (Херсон)
Корабельный район (укр. Корабе́льний райо́н; до 19 февраля 2016 года — Комсомольский район, укр. Комсомольський район) — административный район города Херсон, Украина. Образован в 1965 году. Адрес администрации: 73000, г. Херсон, ул. Суворова, 29.

## Население
Количество жителей — 122 216, в том числе городское население — 115 119, сельское — 7097. Из всего населения: мужчин — 56 219 человек (46 %) и женщин — 65 997 человек (54 %).

### Языковой состав
Родной язык населения по данным переписи 2001 года:
| Язык       | Численность, чел. | Доля     |
| ---------- | ----------------- | -------- |
| Украинский | 59 372            | 50,31 %  |
| Русский    | 56 867            | 48,19 %  |
| Другое     | 1 771             | 1,50 %   |
| Итого      | 118 010           | 100,00 % |

## Микрорайоны

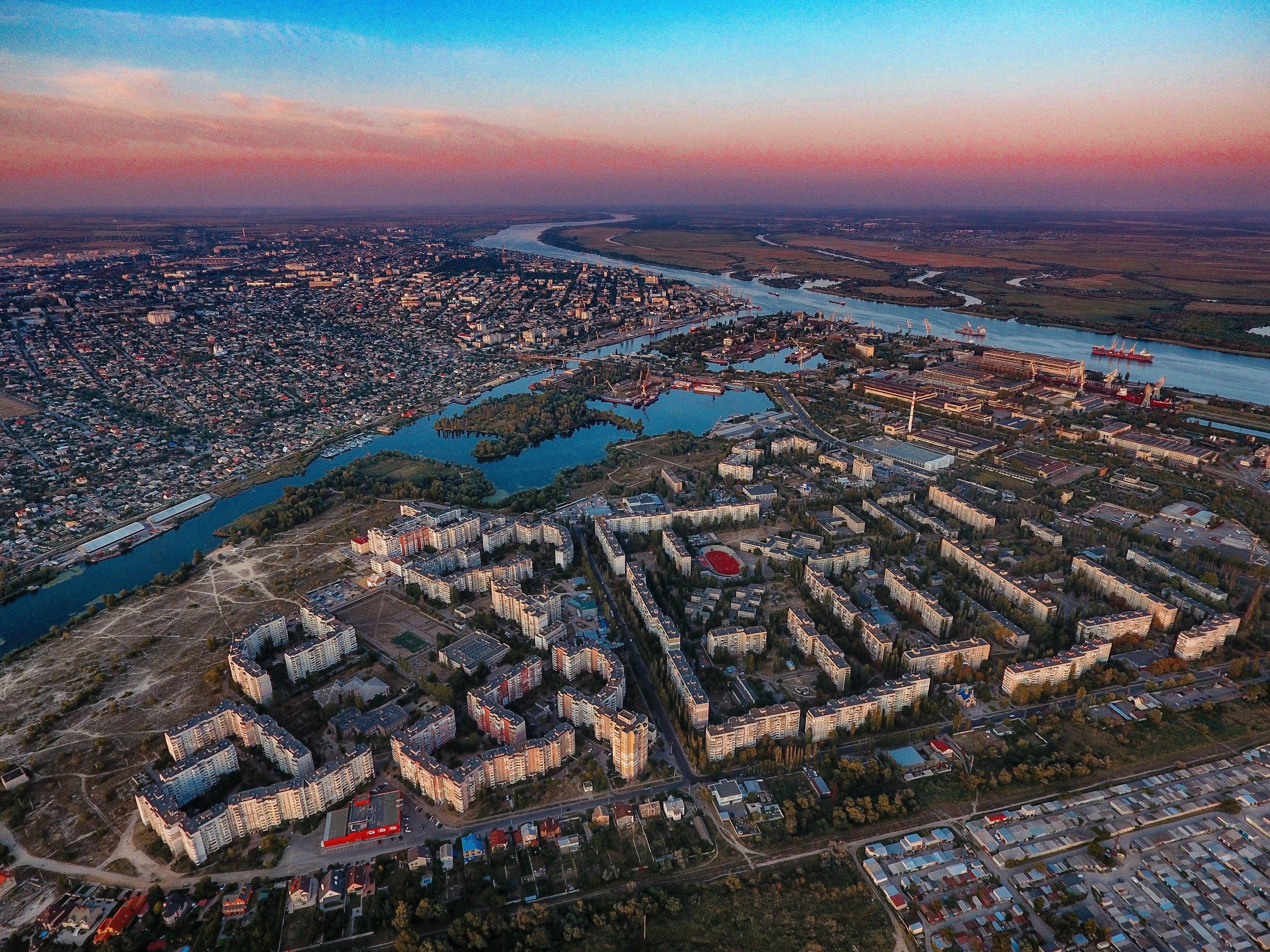
Вид с Корабельный район Херсона с воздуха (на заднем плане). На Карантинном острове между протокой Кошевая и Днепром расположен микрорайон Корабел (передний план)

Район oхватывает микрорайоны Шуменский, Корабел, Забалка, Сухарное, Жилпосёлок, Посёлок-4, Посёлок-5. Также в состав Корабельного района Херсона входят Камышанского поселковый совет, включающий 4 населённых пункта: пгт Камышаны, посёлок Куйбышево, Петровского и Приозёрное.
Корабельный район большей частью расположен на правом склоне долины реки Днепр. Микрорайон Корабел занимaет Карантинный остров (его северо-восток), через протоку Кошевую возведён автотранспортный мост. Ниже по течению имеется и железнодорожный мост. Ландшафт района ровный, сухостепной, местами пересечённый балками.

## Экономика
Историческая специализация территорий, которые вошли в состав будущего Комсомольского района, имела промышленную направленность, вследствие чего Корабельный район ныне является главным промышленным районом города. В р-не располагается Херсонский речной порт, экономическая деятельность которого прерывалась в годы Гражданской войны, Великой отечественной и во время нападения России на Украину